# Bogis-Bossey
Bogis-Bossey (toponimo francese) è un comune svizzero di 900 abitanti del Canton Vaud, nel distretto di Nyon.

## Monumenti e luoghi d'interesse
- Castello di Bossey, eretto nel 1772[1].

## Società

### Evoluzione demografica
L'evoluzione demografica è riportata nella seguente tabella:
Abitanti censiti

## Geografia antropica

### Frazioni
- Bogis
- Bossey
  - Belle-Ferme
  - L'Hostellerie
  - Petit-Bossey

## Amministrazione
Ogni famiglia originaria del luogo fa parte del cosiddetto comune patriziale e ha la responsabilità della manutenzione di ogni bene ricadente all'interno dei confini del comune.